# Dranec
Dranec je přírodní rezervace v oblasti Východné Karpaty.
Nachází se v katastrálním území obce Nižný Komárnik v okrese Svidník v Prešovském kraji. Území bylo vyhlášeno či novelizováno v letech 1925, 1983 na rozloze 34,22 ha. Ochranné pásmo nebylo stanoveno.